# Heinkel He 274
Le Heinkel He 274 est un bombardier lourd allemand de haute altitude développé pendant la Seconde Guerre mondiale.

## Conception
Pendant l'occupation de la France, Heinkel, qui se débat avec la difficile mise au point du bombardier lourd Heinkel He 177, confia le développement et la construction de deux prototypes d'un bombardier de haute altitude encore plus imposant à la société Farman, qui avait développé avant la guerre des bombardiers quadrimoteurs à long rayon d'action : Farman F.222 et F.223. 
Les deux appareils furent construits très lentement dans les usines de Suresnes. Lors de la Libération de Paris en 1944, la construction des deux appareils était bien avancée et, malgré les légers dégâts causés par les Allemands durant leur retraite, leur construction put être achevée.
Le He 274 était un avion quadrimoteur à ailes basses, train classique et empennage double dérive. Ses ailes avaient un allongement de 13,2. Il pouvait emporter plus de 6 tonnes de bombes dans sa soute et son armement défensif était constitué de trois tourelles télécommandées.

## Engagements
Le premier appareil, piloté par Marcel Housset, prit l'air pour la première fois en décembre 1945 sur la base aérienne 123 Orléans-Bricy et le second deux ans plus tard. Entre-temps, les appareils avaient été rebaptisés AAS-01 (pour Atelier Aéronautique de Suresnes). Cependant, ils ne furent jamais utilisés comme bombardiers, leur conception étant déjà dépassée. Ils furent transformés en appareils de transport et de lancement d'appareils expérimentaux. Pour ce faire, ils reçurent un dispositif d'accrochage conçu par René Leduc. Celui-ci pouvait s'adapter aussi bien aux AAS-1 qu'aux SE.161 Languedoc. Ils larguèrent à plusieurs reprises le planeur Sud-Ouest SO M-1 conçu par la SNCASO, ainsi que son concurrent le NC.271 de la SNCAC. Ces deux appareils étaient les maquettes volantes (sans moteur) à l'échelle 1/2 des deux projets concurrents de futur bombardier à réaction SNCASO SO.4000 et SNCAC NC.270. Les AAS-01 effectuèrent aussi deux vols (sans largage) avec sur leur dos les prototypes à statoréacteur Leduc 010 et 016 conçus par René Leduc. Ils furent relativement peu utilisés en raison de leurs performances décevantes et du manque de fiabilité de leurs moteurs.

## Sources & Bibliographie
- Jean Cuny, Les Avions de combat français 1944-1960, vol. 2 : Chasse lourde, bombardement, assaut, exploration, Paris, Éditions Larivière, coll. « Docavia » (no 30), octobre 1989, 279 p. (ISBN 978-2848900643, OCLC 36836833), p. 15-16
- Alain Marchand et Jean-Christophe Carbonel, Heinkel He 274 et Junkers Ju 488, Les bombardiers stratégiques allemands développés en France durant l’Occupation, Éditions Artipresse, coll. « Airprofils n°6 », juin 2011, 72 p. (ISBN 978-2-919-23102-7, présentation en ligne), p. 1-57
- (en) Tony Wood et Bill Gunston, Hitler's Luftwaffe : a pictorial history and technical encyclopedia of Hitler's air power in World War II, Londres, Salamander Books Ltd., 1977, 247 p. (ISBN 978-0-861-01005-9 et 978-0-517-22477-9)

### Développement lié
- Heinkel He 177

### Aéronefs comparables
- Heinkel He 277
- Boeing B-29